# Thibault Coudert
Thibault Coudert (ur. 22 sierpnia 1989) – francuski brydżysta, European Champion w kategorii Juniors (EBL).

## Wyniki brydżowe

### Zawody światowe
W światowych zawodach zdobył następujące lokaty:
| Mistrzostwa Świata. Konkurencja teamów | Mistrzostwa Świata. Konkurencja teamów | Mistrzostwa Świata. Konkurencja teamów    | Mistrzostwa Świata. Konkurencja teamów | Mistrzostwa Świata. Konkurencja teamów | Mistrzostwa Świata. Konkurencja teamów |
| Rok                                    | Miejsce                                | Zawody                                    | Kategoria                              | Drużyna                                | Pozycja                                |
| -------------------------------------- | -------------------------------------- | ----------------------------------------- | -------------------------------------- | -------------------------------------- | -------------------------------------- |
| 2012                                   | Taicang                                | 14. Młodzieżowe Mistrzostwa Świata Teamów | Juniorzy                               | France                                 | 5                                      |
| 2010                                   | Filadelfia                             | 13. Seria Mistrzostw Świata               | Młodzież Szkolna                       | France                                 | 5                                      |
| 2010                                   | Kaohsiung                              | 5. Akademicki Puchar Świata Teamów        | Open                                   | France                                 | 2                                      |

### Zawody europejskie
W europejskich zawodach zdobył następujące lokaty:
| Zawody europejskie. Konkurencja teamów | Zawody europejskie. Konkurencja teamów | Zawody europejskie. Konkurencja teamów    | Zawody europejskie. Konkurencja teamów | Zawody europejskie. Konkurencja teamów | Zawody europejskie. Konkurencja teamów |
| Rok                                    | Miejsce                                | Zawody                                    | Kategoria                              | Drużyna                                | Pozycja                                |
| -------------------------------------- | -------------------------------------- | ----------------------------------------- | -------------------------------------- | -------------------------------------- | -------------------------------------- |
| 2013                                   | Wrocław                                | 24. Młodzieżowe Mistrzostwa Europy Teamów | Juniorzy                               | France                                 | 1                                      |
| 2011                                   | Albena                                 | 23. Młodzieżowe Mistrzostwa Europy Teamów | Juniorzy                               | France                                 | 5                                      |
| 2009                                   | Braszów                                | 22. Młodzieżowe Mistrzostwa Europy Teamów | Młodzież Szkolna                       | France                                 | 3                                      |
| 2009                                   | San Remo                               | 4. Otwarte Mistrzostwa Europy             | Open                                   | Wombats                                | 90                                     |

| Zawody europejskie. Konkurencja par | Zawody europejskie. Konkurencja par | Zawody europejskie. Konkurencja par    | Zawody europejskie. Konkurencja par | Zawody europejskie. Konkurencja par | Zawody europejskie. Konkurencja par |
| Rok                                 | Miejsce                             | Zawody                                 | Kategoria                           | Partner                             | Pozycja                             |
| ----------------------------------- | ----------------------------------- | -------------------------------------- | ----------------------------------- | ----------------------------------- | ----------------------------------- |
| 2010                                | Opatija                             | 10. Młodzieżowe Mistrzostwa Europy Par | Juniorzy                            | Clement Thizy                       | 46                                  |
| 2009                                | San Remo                            | 4. Otwarte Mistrzostwa Europy          | Open                                | Aymeric Lebatteux                   | 222                                 |
| 2008                                | Wrocław                             | 9. Młodzieżowe Mistrzostwa Europy Par  | Młodzież Szkolna                    | Clement Thizy                       | 23                                  |

## Klasyfikacja
- Thibault Coudert – klasyfikacja WBF (ang.)
- Thibault Coudert – klasyfikacja EBL (ang.)